# O Exército de um Homem Só
O Exército de um Homem Só é a segunda novela de Moacyr Scliar, publicado em 1973 e traduzido para mais de dez idiomas.
O livro relata a saga de Mayer Guinzburg, um judeu que chegou a Porto Alegre ainda menino, vindo da Rússia. Ele se transforma em Capitão Birobidjan, uma espécie de Don Quixote do bairro do Bom Fim, em Porto Alegre, e tenta construir Nova Birobidjan, uma utopia socialista inspirada na histórica cidade russa de Birobidjan, apesar de tudo e de todos que se opõem a ele, incluindo seu pai, que o queria rabino.
O livro é baseado na história do militante anarquista Henrique Scliar, que foi tio do autor. É contado em terceira pessoa e cada capítulo remete a um ano ou conjunto de anos. O primeiro e o último é 1970, mas recua para 1916, 1928, 1929, 1930, até voltar para 1970.

## Resumo
O personagem título é Mayer 'Capitão Birobidjan' Guinzburg, um judeu que chegou ao Brasil ainda menino, vindo da Rússia com sua família. Mayer era marxista e sonhava fundar uma nova Birobidjan (Birobidjan era o nome de uma colônia coletiva de judeus na fronteira sino-russa). Jovem, era muito rebelde, e deu muitos desgostos ao pai, que preferia ver o filho tornar-se um rabino. Tinha outros amigos marxistas, incluindo a jovem Léia com quem se casa. Após algum tempo, abandona tudo e vai viver na propriedade de um desses amigos que, como todos a essas alturas, já havia abandonado suas convicções.
Em Nova Birobidjan, como ele batiza sua terra, passa a viver para o trabalho acompanhado pelo Companheiro Porco, Companheira Cabra e Companheira Galinha, de quem ele não gostava por ser improdutiva. Vivia a ler Rosa Luxemburgo e a dar discursos a homenzinhos que só ele via. Depois de algum tempo, aparecem inimigos, quatro vagabundos a quem ataca após ser atacado, e cuja amante coletiva passa a se tornar a segunda cidadã. Mais tarde, ela sai de Nova Birobidjan e Mayer volta para casa. Ele se reforma, após algum tempo até mesmo abandona o ateísmo, e passa a trabalhar duro. Troca de ramo para a construção e enriquece, mas complica-se ao se tornar amante da secretária e acaba se divorciando após abandoná-la. Sua companhia vai à falência e ele acaba numa pensão (localizada no terreno de Maykir, sua antiga empresa, que por sua vez se localizava no terreno da Nova Birobidjan), onde tenta reiniciar Nova Birobidjan, mas acaba falhando.
Acuado, abandonado, triste, muito ligado à religião e quase sem esperança (os homenzinhos para quem discursava agora já eram só três), o Capitão Birobidjan tem um ataque do coração ao ensaiar uma resistência, mas como descobrimos no começo do livro, ele sobrevive. A história, no entanto, acaba aqui.
Contado em terceira pessoa, cada capítulo deste livro nos remete a um ano ou conjunto de anos. O primeiro e último é 1970, mas recua-se logo apara 1928, 1916, 1929, 1930... até voltar-se para 1970, contando sempre com o humor irônico e amargo de Scliar, a saga do Capitão Birobidjan, um louco humanista, Don Quixote do bairro do Bonfim de Porto Alegre, tentando construir uma sociedade melhor e coletivista, apesar de tudo e de todos que se opõe a ele, ridicularizado por todos aqueles a quem chama Companheiro, ele é um exército de um homem só lutando por um mundo mais justo que no final não vale a pena.